# لفظ معجم
المعجم اسم مفعول من التعجيم وهي عكس المعرب. يطلق في علوم اللغة على ثلاثة أشياء:
- لفظ عربي أدخل في لغة أعجمية، أصيلا كان أو معربا أو مولدا.[1] وربما أطلق على العكس أي على ما أدخل في العربية من أعجمي، ذلك أن وزن التفعيل يفيد التعدية، كما يفيد السلب، وهو هنا إزالة العجمة. ومنه بهذا المعنى الثاني ما عرف بالتعجيم في العربية الأندلسية.
- لفظ عربي اعتبر أعجميا وهو ليس بأعجمي. وإن لم يكن له باب فبابه توهم الأصل.
- لفظ عربي نادر استعماله في العربية شائع في الأعجمية.[2] وبابه إحياء الألفاظ في اللغات الأخرى.